# نشوى البنداري
نشوى البنداري عالمة حاسوب مصرية حازت على جائزة برنامج «لوريال-اليونسكو من أجل المرأة في العلم» على المستوى الأقليمي، عن بحثها في رصد وتقييم أثر تغير المناخ على المحاصيل الزراعية، تعمل نشوى على وضع الحل لزيادة الإنتاج الزراعي وحمايتها من آثار تغير المناخ.

## سيرة أكاديمية
نشوى البنداري الأستاذ المساعد بكلية الحاسبات وتكنولوجيا المعلومات، بالأكاديمية العربية للعلوم والنقل البحرى، ومدير المركز الصيني العربي لنقل التكنولوجيا واحدة من الباحثات الشابات اللاتى عملن على دمج علوم الحاسب الآلى وتطويعها في خدمة الإنسان في مختلف التخصصات، وتخرجت من جامعة القاهرة عام 2000. وكانت البندارى قد تخصصت في مجال شبكات الاستشعار اللاسلكية وأجرت ابحاثا ما بعد الدكتوراه في مجال تعلم الآلة واستطاعت أن تدمج بين مجال إنترنت «الأشياء» أو المستشعرات التي يمكنها جمع البيانات من البيئة المحيطة ونقلها للحاسب الألى ليقوم بتحليلها مما يساعد على اتخاذ القرارات المناسبة المتعلقة بالري أو التسميد.

## إنجازات
استطاعت على مدار ثلاث سنوات أن تصمم برنامجا متخصصا في مجال الزراعة، يمكن من خلاله مراقبة وتقييم الأثار المناخية على المحاصيل الزراعية، والذي قد يساعدة صغار ومتوسطو المزارعين على تحديد التوقيت الأمثل للحصاد وتجنب انتشار الاصابات بين المحاصيل.
الجهازالذي صممته بالفعل يستطيع أن يجمع البيانات المتعلقة بالحرارة والرطوبة داخل الصوب الزراعية ويتخذ القرار المناسب المتعلق بالرى فعلى سبيل المثال إذا رصدت المستشعرات قلة رطوبة التربة يتم تشغيل مضخات المياه بشكل اتوماتيكى.
وطورت البندارى من البرنامج بإضافة ما يعرف بتكنولوجيا «معالجة الصور» والذي يتيح للجهاز مراقبة النباتات منذ بداية الزراعة وحتى ظهور الثمار حيث يرتبط نمو الثمار في هذه المرحلة النهائية بدرجة حرارة الجو وترتبط الإصابة بالآفات برطوبة الجو وهذان المعاملان يحتاجان للمراقبة المستمرة للسيطرة على الاصابات حيث يستطيع المزارع أن يتنبه لها فور ظهورها ويتخد الاجراءات المناسبة لانقاذ المحصول كما يحدد الجهاز الوقت الأمثل لحصاد المحاصيل وبخاصة تلك المخصصة للتصدير والتي تتطلب شروطا معينة متعلقة بدرجة النضج مثل الفراولة وبهذه الآلية يستطيع الجهاز أن يتنبأ بموعد الحصاد المناسب

## الجوائز
فازت بجائزة لوريال اليونيسكو في بحوث تأثير المناخ على المحاصيل الزراعية.